# Astragalus distortus
Astragalus distortus är en ärtväxtart som beskrevs av John Torrey och Asa Gray. Astragalus distortus ingår i släktet vedlar, och familjen ärtväxter.

## Underarter
Arten delas in i följande underarter:
- A. d. distortus
- A. d. engelmannii